# Пальма нібунґ
Oncosperma tigilarium або пальма нібунґ — вид пальми з родини пальмових.

## Опис
Oncosperma tigilarium виростає до 40 футів у висоту в густих заростях до 50 пальм. Стовбури пальм вкриті довгими чорними колючками. Oncosperma tigilarium має дрібно перисті листя, зі звисаючими листочками.

## Поширені назви
Поширена назва цієї пальми в Індонезії — це нібунґ, що означає шип. Така назва вказує на довгі шипи вздовж стовбура пальми. У деяких районах Філіппін він відомий як анібунґ на мові Хілігайнон.

## Місця поширення
Цей вид відомий із внутрішніх, нижньосолоних вод, поблизу мангрових боліт Індокитаю, Індонезії, Малайзії та Філіппін у Південно-Східній Азії. Він є рідним для цих районів на захід від Лінії Воллеса і зростає на висоті нижче 150 метрів над рівнем моря. У деяких районах йому загрожує небезпека через вирубування лісів, але на кількох тропічних островах у Західній півкулі, де його посадили як декоративне дерево, він захопив багато території.

## Місця поширення та екологія
У Сінгапурі скупчення пальм нібунґ росте біля входу в Істану, розташованого в кінці Орчард-роуд. На тому місці є табличка із написом: «Оскільки нібонґ — це мангрова пальма, ця ділянка колись, мабуть, була мангровим болотом». Вид є близьким родичем Oncosperma horridum і поділяє з нею таку властивість, як стійкість стебел до морської води, що робить його корисним при будівництві келонгів, дерев'яних споруд, що використовуються в мілководних морях для вилову або вирощування риби.